# میگوئل سرانو
میگوئل خواکین دیگو دل کارمن سرانو فرناندس (Miguel Joaquín Diego del Carmen Serrano Fernández) که به میگوئل سرانو (Miguel Serrano) نیز شناخته می‌شود (تولد ۱۰ سپتامبر ۱۹۱۷- مرگ ۲۸ فوریه ۲۰۰۹)، دیپلماتی اهل شیلی، نویسنده، علوم خفیه شناس و فعال فاشیست بود. او در اواخر دهه ۱۹۳۰ و اوایل دهه ۱۹۴۰ با نازی‌ها همدل بود و بعدها به عنوان یکی از نمایندگان هیتلریسم محرمانه تبدیل به یک چهره برجسته در جنبش نئونازی شد.
سرانو در یک خانواده پولدار اهل شیلی و اروپایی‌تبار به دنیا آمد اما در کودکی یتیم شد و مادربزرگش او را بزرگ کرد. پس از تحصیل در مدرسه شبانه‌روزی ملی باروس آرانا، او به نوشتن و سیاست‌های راست تندرو علاقه پیدا کرد و با جنبش ملی سوسیالیست شیلی متحد شد. در طول جنگ جهانی دوم که در آن شیلی تا سال ۱۹۴۳ بیطرف بود، سرانو کمپین حمایت از آلمان نازی را به راه انداخت و تئوری‌های توطئه ضد یهود را از طریق نشریه دو هفته‌ای خود به نام عصر جدید (La Nueva Edad) را ترویج کرد. در سال ۱۹۴۲، او به یک فرقه غیبی که توسط یک مهاجر آلمانی تأسیس شده بود، پیوست که احساسات طرفدار نازی را با جادوی تشریفاتی و یوگای کندالینی ترکیب می‌کرد و آدولف هیتلر رهبر آلمان نازی را یک استاد معنوی معرفی می‌کرد که با تناسخ در قالب نجات دهنده نژاد آریایی دوباره در زمین تجلی یافته و او کسی است که انسان‌ها را از عصر تاریکی که کالی یوگا نام دارد خارج می‌کند. سرانو متقاعد شد که هیتلر در سال ۱۹۴۵ در نگذشته و به شکلی مخفی نجات یافته و در قطب جنوب زندگی می‌کند. سرانو پس از سفر به قطب جنوب به آلمان و سپس به سوئیس سفر کرد و در آنجا هرمان هسه رمان‌نویس و کارل یونگروانکاو را ملاقات کرد. در سال ۱۹۶۵ او خاطراتی از زمانی که با این دو فرد گذرانده بود، نوشت.
در سال ۱۹۵۳ سرانو به سرجوخه‌های دیپلمات شیلیایی پیوست و تا سال ۱۹۶۳ در هندوستان مستقر شد و در آنجا به هندوئیسم علاقه شدیدی پیدا کرد و چندین کتاب نوشت. بعداً او سفیر یوگسلاوی و اتریش شد و زمانی که در اروپا بود با نازی‌های سابق و دیگر راست‌گراهای افراطی در این قاره سکونت داشتند، تماس گرفت. در انتخابات بعدی شیلی و ریاست جمهور مارکسیست به نام سالوادور آلنده، سرانو در سال ۱۹۷۰ از مقام دیپلماتیکی عزل شد. پس از آن در طی یک کودتا و کناره‌گیری آلنده و قدرتت گرفتن آگوستو پینوشه، سرانو در سال ۱۹۷۳ به شیلی بازگشت. او یک سازمان دهنده برجسته در جنبش نئونازی شیلی شد و جشن‌های سالانه تولد هیتلر را برگزار کرد، یک گردهمایی نئونازی‌ها را در سانتیاگو سازماندهی کرد و یک بیانیه سیاسی نئونازی نیز تهیه کرد. او یک کتاب سه جلدی در مورد هیتلر نوشت که در آن دیدگاه خود را در مورد رهبر نازی به عنوان یک آواتار بیان کرد. او ارتباط خود را با دیگر افراد نئونازی در دیگر نقاط دنیا حفظ کرد و با نشریات مختلف خارجی راست‌گرای افراطی مصاحبه کرد.
در سال ۲۰۰۸ سرانو مفتخر به دریافت جایزه دستاورد یک عمر از دانشگاه بزرگ سانتیاگو شد. پس از ساویتری دوی، او به عنوان برجسته‌ترین نماینده هیتلریسم محرمانه در جنبش نئونازی شناخته می‌شود. در آن جنبش، او حتی در میان نئونازی‌هایی که ایده‌های او را باور ناپذیر می‌دانستند نیز به علت از خود گذشتگی اش برای هدفش نیز مورد احترام بود.

## زندگی‌نامه

### دوران کودکی: ۱۹۱۷ – ۱۹۳۸
میگوئل جاکوئین دیگو دل کارمن سرانو فرناندز در ۱۰ سپتامبر ۱۹۱۷ متولد شد. او از نسل خانواده مادری خود از کنتس‌های سیرا بلا می‌باشد. مادرش که برتا فرناندز فرناندز نام داشت، زمانی که سرانو پنج ساله بود درگذشت. در حالی که پدرش که دیگو سرانو مانترولا نام داشت سه سال بعد درگذشت.